# Forcing
In de wiskundige discipline van de verzamelingenleer is forcing een techniek, die door Paul Cohen is geconstrueerd om consistentie en de onafhankelijkheidsresultaten te bewijzen. 
Cohen gebruikte de techniek voor het eerst in 1962 om de onafhankelijkheid van de continuümhypothese en het keuzeaxioma te bewijzen van de Zermelo-Fraenkel-verzamelingenleer. 
Forcing werd in de jaren zestig aanzienlijk herwerkt en vereenvoudigd en heeft zowel binnen de verzamelingenleer als in andere deelgebieden van wiskundige logica, zoals de recursietheorie, bewezen een bijzonder krachtige techniek te zijn.

## Metawiskundige uitleg
Bij het forcing probeert men meestal aan te tonen dat een zin consistent is met {\displaystyle {\mathsf {ZFC}}} (of optioneel een uitbreiding van {\displaystyle {\mathsf {ZFC}}}). Een manier om het argument te interpreteren is aan te nemen dat {\displaystyle {\mathsf {ZFC}}} consistent is en dan te bewijzen dat {\displaystyle {\mathsf {ZFC}}} in combinatie met de nieuwe zin ook consistent is.
Elke "voorwaarde" is een eindig stukje informatie - het idee is dat alleen eindige stukjes relevant zijn voor consistentie, omdat, volgens het compactheidsstelling, een theorie vervulbaar is als en slechts als elke eindige deelverzameling van zijn axioma's vervulbaar is. Dan kan men een oneindige verzameling consistente voorwaarden kiezen om het model uit te breiden. Daarom, uitgaande van de consistentie van {\displaystyle mathsf{ZFC}}, kan men de consistentie bewijzen van {\displaystyle {\mathsf {ZFC}}} uitgebreid met deze oneindige verzameling.